# Förstakammarvalet i Sverige 1909
Förstakammarvalet i Sverige 1909 var val till förstakammaren i Sverige. Valen var indirekta val där förstakammarens ledamöter röstades fram av valmän (elektorer) som utsågs av landstingen och i de städer som inte hade något landsting av stadsfullmäktige. 
I början av 1909 ägde tre fyllnadsval rum till förstakammaren enligt den gamla ordningen.
I september 1909 genomfördes det första ordinarie valen enligt de nya ordning med proportionella val. För att möjliggöra proportionella val hade landstingen delats in i valkretsar. En valkrets röstade varje år så att det blev en kontinuerlig rotation av ledamöterna istället för att hela kammaren bytes ut. 
Valet i september 1909 hölls i den första valkretsgruppen som bestod av Stockholms stads valkrets, Jönköpings läns valkrets, Gotlands läns valkrets, Västmanlands läns valkrets och Västerbottens läns valkrets. Totalt deltog 258 valmän och 25 riksdagsledamöter utsågs.

## Valresultat i september 1909
| Parti                | Parti                      | Partiledare            | Röster | Röster | Mandatfördelning | Mandatfördelning |
| Parti                | Parti                      | Partiledare            | Antal  | +−     | Antal            | +−               |
| -------------------- | -------------------------- | ---------------------- | ------ | ------ | ---------------- | ---------------- |
|                      | Allmänna valmansförbundet  | Gustaf Fredrik Östberg | 191    | -      | 19               | -                |
|                      | Frisinnade landsföreningen | Ernst Beckman          | 42     | -      | 4                | -                |
|                      | Övriga                     |                        | 25     | -      | 2                | -                |
| Antal giltiga röster | Antal giltiga röster       | Antal giltiga röster   | 258    | -      | 25               |                  |